# سيرجيو دي غريغوريو (سياسي)
سيرجيو دي غريغوريو هو صحفي وسياسي إيطالي، ولد في 16 سبتمبر 1960 في نابولي في إيطاليا. نشط حزبياً في حزب شعب الحرية والحزب الاشتراكي الإيطالي. وقد انتخب عضو مجلس الشيوخ الإيطالي ‏.